# Hanaford (Illinois)
Hanaford est un village du comté de Franklin dans l'Illinois, aux États-Unis,. Situé à l'Est du comté, il est incorporé le 25 mai 1910.

## Démographie
Lors du recensement de 2010, le village comptait une population de 327 habitants. Elle est estimée, en 2016, à 316 habitants.

## Source de la traduction
- (en) Cet article est partiellement ou en totalité issu de l’article de Wikipédia en anglais intitulé « Hanaford, Illinois » (voir la liste des auteurs).